# Rombicosidodecaedro metabidiminuito
In geometria solida, il rombicosidodecaedro metabidiminuito è un poliedro con 42 facce che può essere costruito, come intuibile dal suo nome, diminuendo un rombicosidodecaedro, in particolare sottraendogli due delle cupole pentagonali che possono essere individuate sulla sua superficie, purché esse non siano né opposte né adiacenti.

## Caratteristiche
Il rombicosidodecaedro metabidiminuito è uno dei 92 solidi di Johnson, in particolare quello indicato come J81, ossia un poliedro strettamente convesso avente come facce dei poligoni regolari ma comunque non appartenente alla famiglia dei poliedri uniformi, ed è il diciassettesimo di una serie di diciannove solidi archimedei modificati tutti facenti parte dei solidi di Johnson.
Per quanto riguarda i 50 vertici di questo poliedro, su 30 di essi incidono una faccia pentagonale, due quadrate e una triangolare, mentre sui restanti 20 incidono una faccia decagonale, una pentagonale e una quadrata.

## Formule
Considerando un rombicosidodecaedro metabidiminuito avente come facce dei poligoni regolari aventi lato di lunghezza {\displaystyle a}, le formule per il calcolo del volume {\displaystyle V} e della superficie {\displaystyle A} risultano essere:
{\displaystyle V={\frac {5}{3}}\left(11+5{\sqrt {5}}\right)a^{3}\approx 36,9672331\ldots a^{3};}
{\displaystyle A={\frac {5}{2}}\left(8+{\sqrt {3}}+\left(2+{\sqrt {5}}\right){\sqrt {5+2{\sqrt {5}}}}\right)a^{2}\approx 56,9233187\ldots a^{2}.}

## Poliedri correlati
Il rombicosidodecaedro metabidiminuito può essere ancora diminuito con la sottrazione di un'altra cupola pentagonale, formando un rombicosidodecaedro tridiminuito, anch'esso facente parte dei solidi i Johnson.